# Valea Tișiței
Valea Tișiței este o arie protejată de interes național ce corespunde categoriei a IV-a IUCN (rezervație naturală de tip geologic și forestier), situată în județul Vrancea, pe teritoriul administrativ al comunei Tulnici.
Valea Tișiței reprezintă una din cele mai mari arii protejate din județul Vrancea. Rezervația naturală, aflată la ≈850 de metri altitudine și măsurând circa 9 km lungime, se regăsește de o parte și de alta a unei văi create de pârâul Tișița, vale ce desparte vârful Tisaru Mare de măgura Râpa Caprei.